# Hiéroglyphe égyptien A40

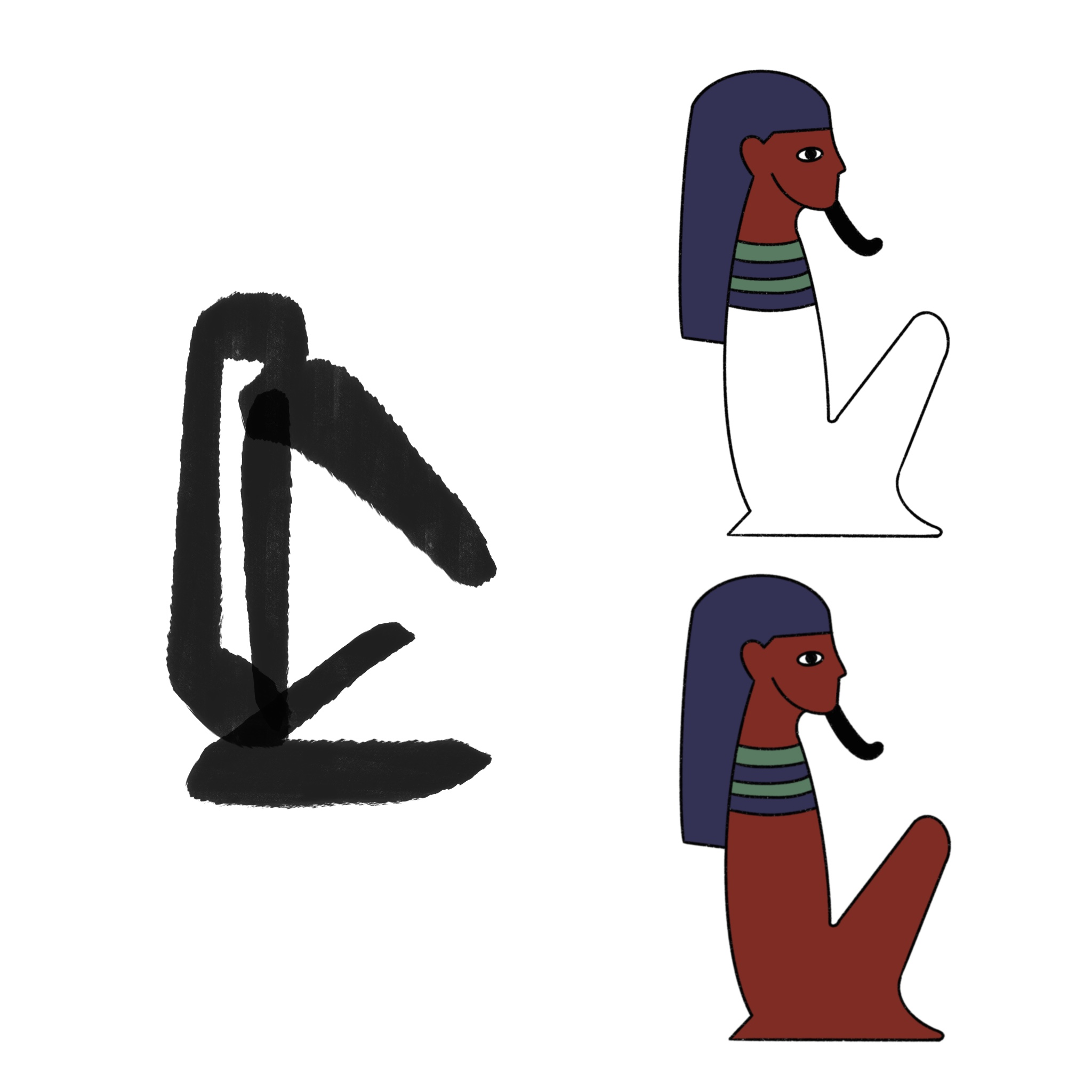
Version hiératique et hiéroglyphique

Le hiéroglyphe égyptien A40 (dieu assis), est classifié dans la section A « L'Homme et ses occupations » de la liste de Gardiner ; il y est noté A40.

## Représentation
Il représente un dieu assis, reconnaissable à la barbe recourbée des dieux et portant une perruque. Il est translittéré j.

## Utilisation
| A40 |

| A40 |

pour un dieu à partir de la XVIIIe dynastie et pour un roi sous la XIIe.

C'est donc dans les mêmes périodes et conditions un déterminatif du pronoms 
| w | A40 |

| w | A40 |

| W24 · V31 | A40 |

| W24 · V31 | A40 |

C'est de tout temps un déterminatif des noms de dieux.

## Exemples de mots
| F13 · N31 | N31 · N31 | A40 |

| F13 · N31 | N31 · N31 | A40 |

| Q1 · D4 | A40 |

| Q1 · D4 | A40 |

| N27 · N27 | A40 |

| N27 · N27 | A40 |